# Ґембажево (Великопольське воєводство)
Ґембажево (пол. Gębarzewo, нім. Grünfeld) — село в Польщі, у гміні Чернеєво Гнезненського повіту Великопольського воєводства.
Населення — 221 особа (2011).
У 1975-1998 роках село належало до Познанського воєводства.

## Демографія
Демографічна структура станом на 31 березня 2011 року:
|          | Загалом | Допрацездатний вік | Працездатний вік | Постпрацездатний вік |
| -------- | ------- | ------------------ | ---------------- | -------------------- |
| Чоловіки | 120     | 23                 | 92               | 5                    |
| Жінки    | 101     | 25                 | 58               | 18                   |
| Разом    | 221     | 48                 | 150              | 23                   |